# Gynura
Gynura es un género de plantas de Asia perteneciente a la familia Asteraceae.  Archivado el 28 de septiembre de 2007 en Wayback Machine., subfamilia Asteroideae, tribu Senecioneae.
La especie más conocida es Gynura aurantiaca, así llamada por el color naranja de sus inflorescencias.
Comprende 160 especies descritas y de estas, solo 47 aceptadas.

## Descripción
Son hierbas, perennes, a veces subsuculentas, raramente subarbustos, glabros o híspidos. Hojas alternas, dentadas o pinnadas, rara vez enteras, pecioladas o sésiles. Capítulos discoides, homógamos, solitarips o pocos a numerosos corimbos. Involucro acampanado o cilíndrico, con muchas brácteas lineales en la base; filarios uniseriados, 9-13, lanceoladas, igual, imbricados, con márgenes escariosos. Receptáculo plano, areolado o poco fimbriado. Todos los floretes bisexuales, fértiles; corola de color amarillo o naranja, raramente violáceo, tubular, con tubo delgado y la integridad física por poco acampanado, lóbulos 5. Las anteras entera o subauriculate en la base. Ramas estilo delgado, apéndices subulados, papilosos. Los frutos son aquenios cilíndricos, 10 acanalados, glabros o puberulentos, truncados en ambos extremos. Vilano blanco, seríceo.

## Taxonomía
El género fue descrito por Alexandre Henri Gabriel de Cassini y publicado en Dictionnaire des Sciences Naturelles [Second edition] 34: 391–392. 1825. La especie tipo es: Gynura auriculata Cass. 

## Especies aceptadas
A continuación se brinda un listado de las especies del género Gynura aceptadas hasta julio de 2012, ordenadas alfabéticamente. Para cada una se indica el nombre binomial seguido del autor, abreviado según las convenciones y usos.
1. Gynura abbreviata F.G.Davies
2. Gynura albicaulis W.W.Sm.
3. Gynura amplexicaulis Oliv. & Hiern
4. Gynura aurantiaca (Blume) Sch.Bip. ex DC.
5. Gynura barbareifolia Gagnep.
6. Gynura batorensis F.G.Davies
7. Gynura bicolor (Roxb. ex Willd.) DC.
8. Gynura brassii F.G.Davies
9. Gynura calciphila Kerr
10. Gynura campanulata C.Jeffrey
11. Gynura carnosula Zoll. & Mor.
12. Gynura cernua (Cass.) Benth.
13. Gynura colaniae Merr.
14. Gynura colorata F.G.Davies
15. Gynura crepidioides
16. Gynura cusimbua (D.Don) S.Moore
17. Gynura divaricata (L.) DC.
18. Gynura drymophila (F.Muell.) F.G.Davies
19. Gynura elberti J.Kost.
20. Gynura elliptica Y.Yabe & Hayata ex Hayata
21. Gynura emeiensis Z.Y.Zhu
22. Gynura formosana Kitam.
23. Gynura fulva F.G.Davies
24. Gynura grandifolia F.G.Davies
25. Gynura haematophylla DC.
26. Gynura hispida Thwaites
27. Gynura hmopaengensis H.Koyama
28. Gynura japonica (Thunb.) Juel
29. Gynura lycopersicifolia DC.
30. Gynura malaccensis Belcher
31. Gynura mauritiana
32. Gynura micheliana J.-G.Adam
33. Gynura nepalensis DC.
34. Gynura nitida DC.
35. Gynura panershenia Z.Y.Zhu
36. Gynura procumbens (Lour.) Merr.
37. Gynura proschii Briq.
38. Gynura pseudochina (L.) DC.
39. Gynura rubiginosa Elmer
40. Gynura sarmentosa
41. Gynura scandens O.Hoffm.
42. Gynura sechellensis (Baker) Hemsl.
43. Gynura steenisii F.G.Davies
44. Gynura sundaiaca F.G.Davies
45. Gynura taiwanensis S.S.Ying
46. Gynura travancorica W.W.Sm.
47. Gynura valeriana Oliv.
48. Gynura vidaliana Elmer
49. Gynura zeylanica Trim.